# Huleria quadripunctata
Huleria quadripunctata är en insektsart som beskrevs av Ball 1902. Huleria quadripunctata ingår i släktet Huleria och familjen dvärgstritar. Inga underarter finns listade i Catalogue of Life.